# 特朗普群島
特朗普群島（英語：Trump Islands）是南極洲的群島，位於葛拉漢地，處於多德曼島西南面7公里，由英國探險隊繪入地圖，現時由南極條約體系管理。